# Elvis Hammond
Elvis Zark Hammond, ganski nogometaš, * 6. oktober 1980, Akra, Gana.
Hammond je nekdanji nogometaš, ki je igral na položaju napadalca.